# 장위거
장위거(중국어 간체자: 张语格, 정체자: 張語格, 병음: Zhāng Yǔgé, 일본어: 張語格 , 한국 한자: 張語格 장어격, 1996년 5월 11일 ~ )는 중국의 아이돌 가수이며, 걸 그룹 SNH48 팀SII의 멤버이자 배우이다. 중화인민공화국 헤이룽장성 하얼빈시 출신이다.
SNH48 총선거에서는 100명 중에서 5위(제1회, 2014년), 5위(제2회, 2015년), 8위(제3회, 2016년), 9위(제4회, 2017년)로 선발됐다.

### 내용주
1. ↑   꼬마 문어.‘章鱼’는 문어 혹은 낙지란 뜻이다.

### 참조주
1. 1 2  “SNH48官網成員介紹 - 张语格” [SNH48 멤버 프로필 - 장위거]. 《SNH48 공식 웹사이트》 (중국어). 2017년 8월 25일에 확인함.